# Mondsee
Die Marktgemeinde Mondsee mit 3.940 Einwohnern (Stand 1. Jänner 2025) liegt im oberösterreichischen Salzkammergut am gleichnamigen See, dessen Südufer teilweise die Grenze zum Land Salzburg bildet.
Die Gemeinde liegt im Gerichtsbezirk Vöcklabruck, seit der Gerichtsbezirk Mondsee per 1. Juli 2013 aufgelöst wurde.

## Geografie

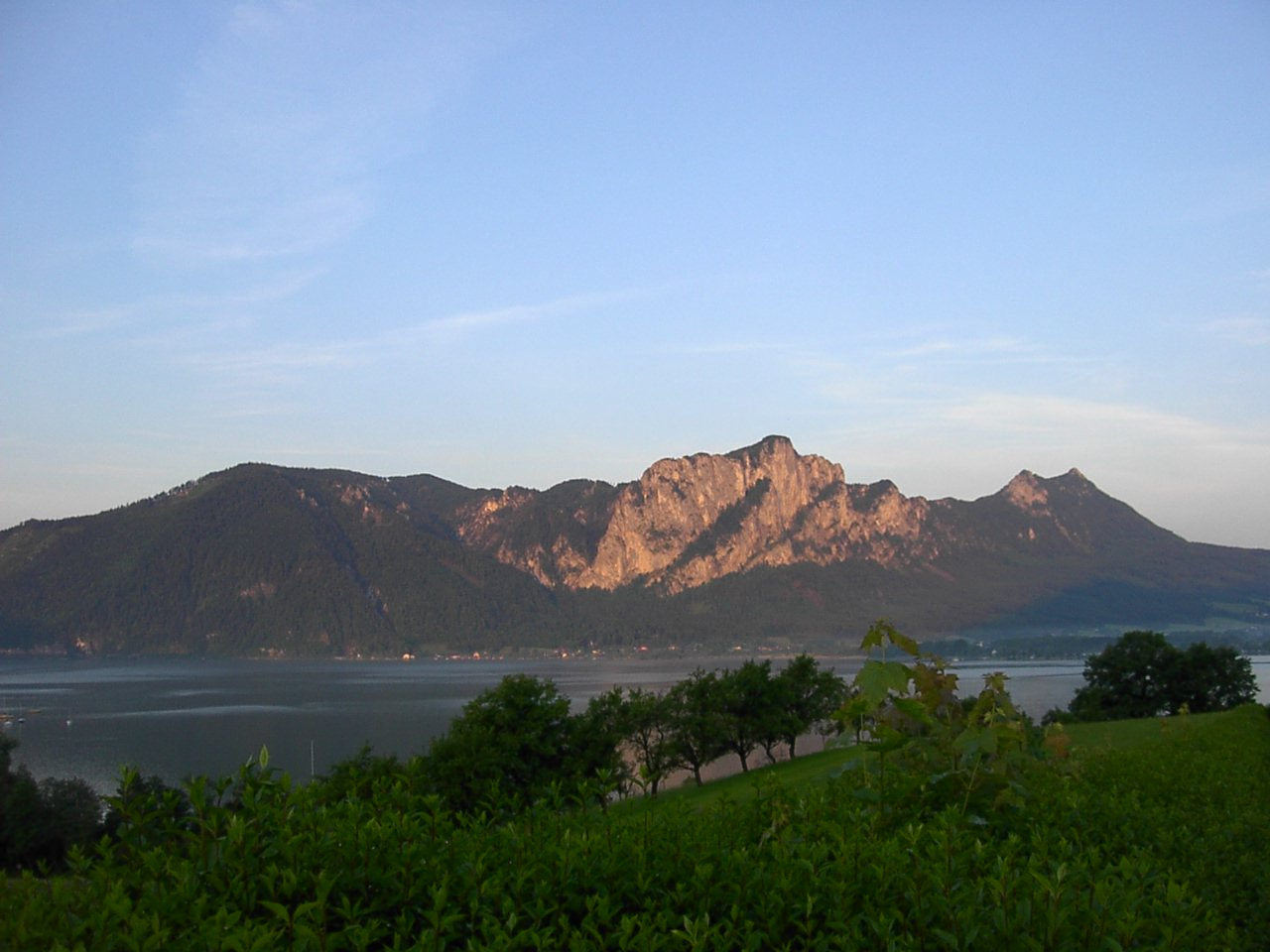
Blick von Mondsee (Ortsteil Gaisberg), über den Mondsee, St. Lorenz: Almkogel, Drachenwand, Schatzwand, Schober

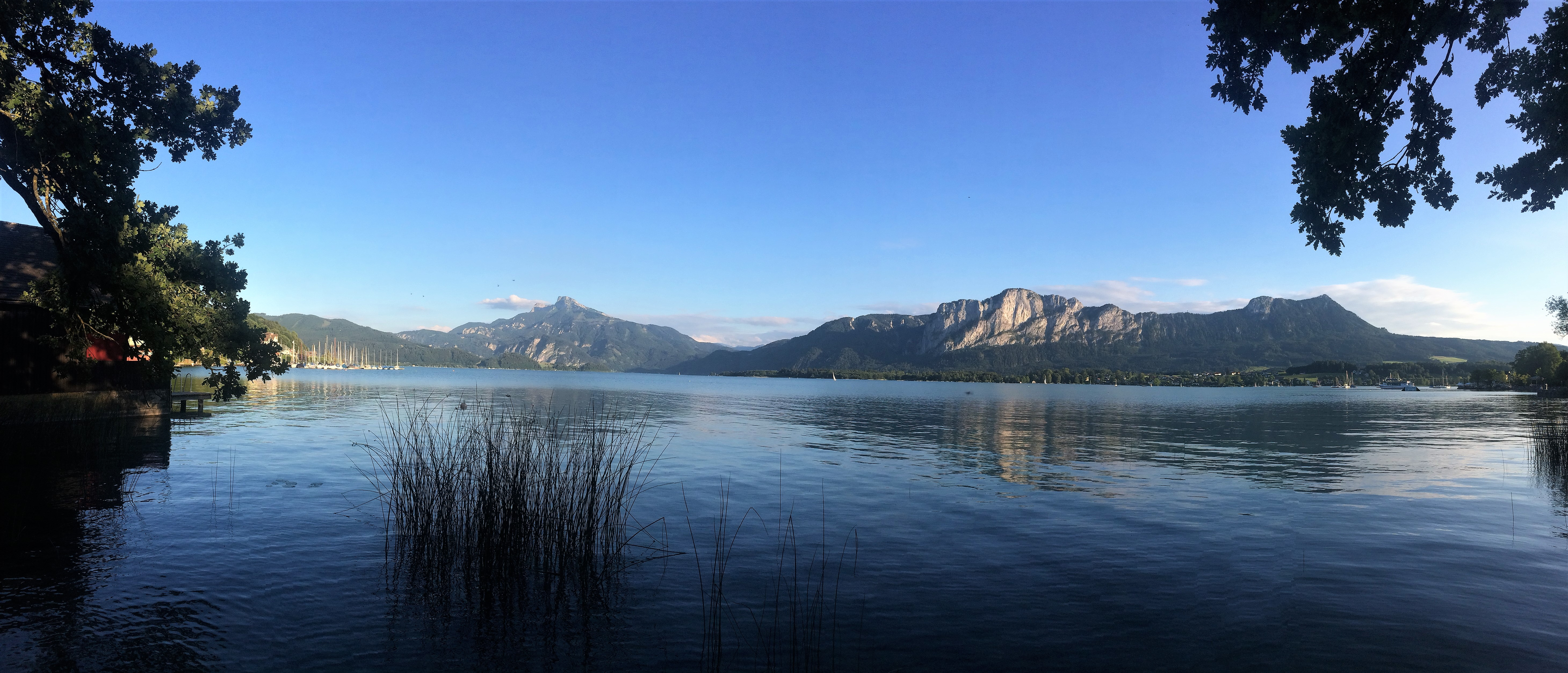
An der Seepromenade vom Mondsee

Der Ort liegt auf 493 m Höhe im Hausruckviertel am Mondsee. Die Ausdehnung beträgt von Nord nach Süd 9,5 km, von West nach Ost 7,7 km. Die Gesamtfläche beträgt 16,4 km², 0,6 % der Fläche sind bewaldet, 7,3 % der Fläche sind landwirtschaftlich genutzt, 83 % der Fläche nimmt der Mondsee ein.
Das Gewässer gehört mit etwa 14 km² zu den größeren Seen im Salzkammergut. Die gesamte Wasserfläche des Mondsees liegt innerhalb der gleichnamigen Gemeinde, darunter auch der im See befindliche Kreuzstein. Da die Gemeindegrenze nicht exakt am Ufer verläuft, gibt es Hunderte von Uferparzellen innerhalb der Gemeinde Mondsee. Der Großteil dieser Grundstücke wird nur als Seezugang genutzt, die dazugehörigen Siedlungen liegen bereits in den Nachbargemeinden. Nur vereinzelt sind diese Parzellen mit Wohnhäusern bebaut, welche Mondseer Adressen haben. Der See selbst liegt auf einem einzigen Grundstück und befindet sich seit dem 18. Jahrhundert in Privateigentum.

### Geographische Namen
Nach dem Digitalen Oberösterreichischen Raum-Informations-System gibt es im Gemeindegebiet noch folgende historische Hausnamen:
Graben, Hofbriel, Hoibriel, Maria Hilf, Moos, Pfaffenberg und Schlössel. Außerdem existieren die Flurnamen Steiner Bach (Steinerbach) und Zeller Ach.
Das Gemeindegebiet besteht aus einer einzigen, gleichnamigen Katastralgemeinde und ist nicht in weitere Ortschaften (außer Mondsee) unterteilt.

### Nachbargemeinden

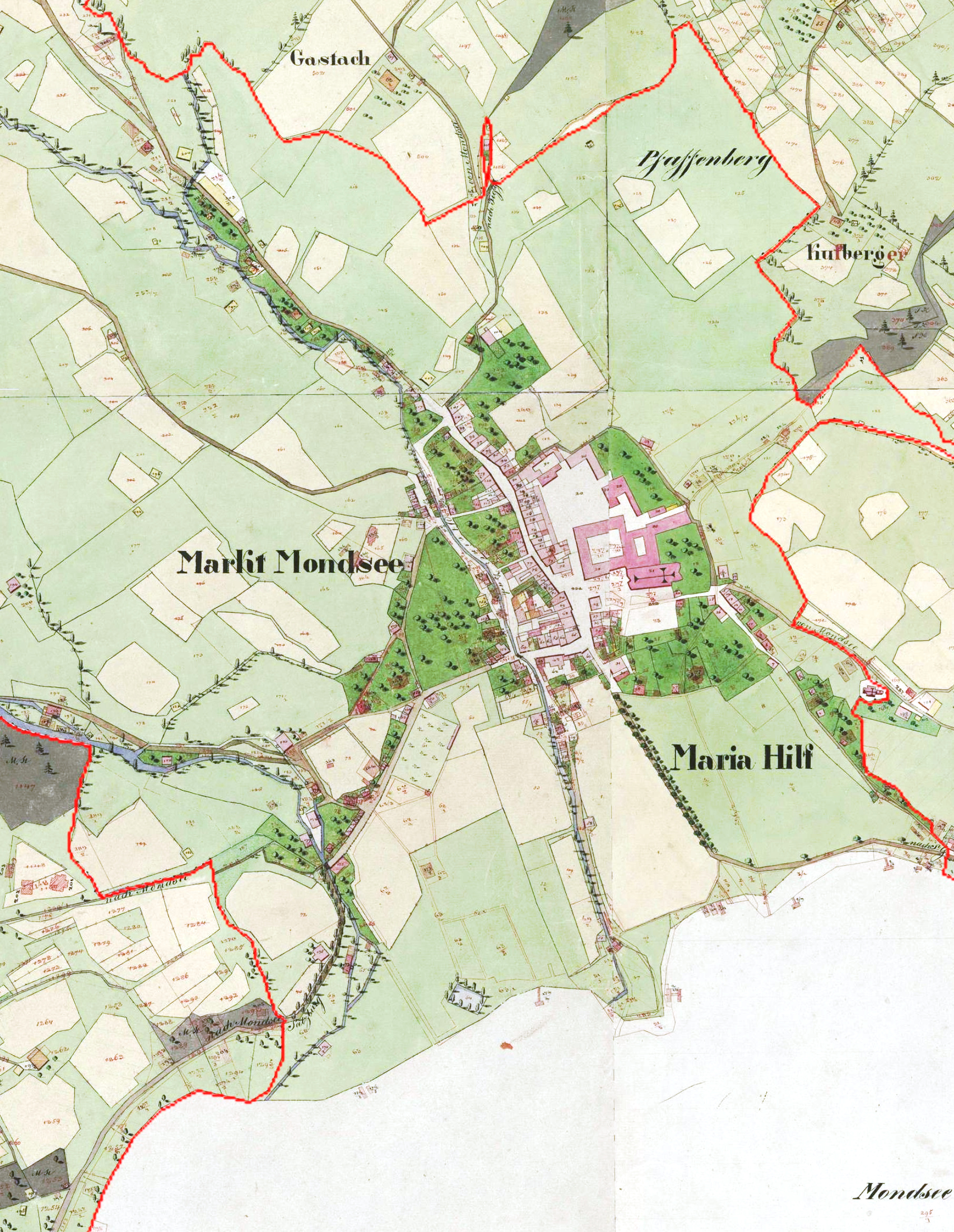
Ortsplan Mondsee, ca. 1823–1830

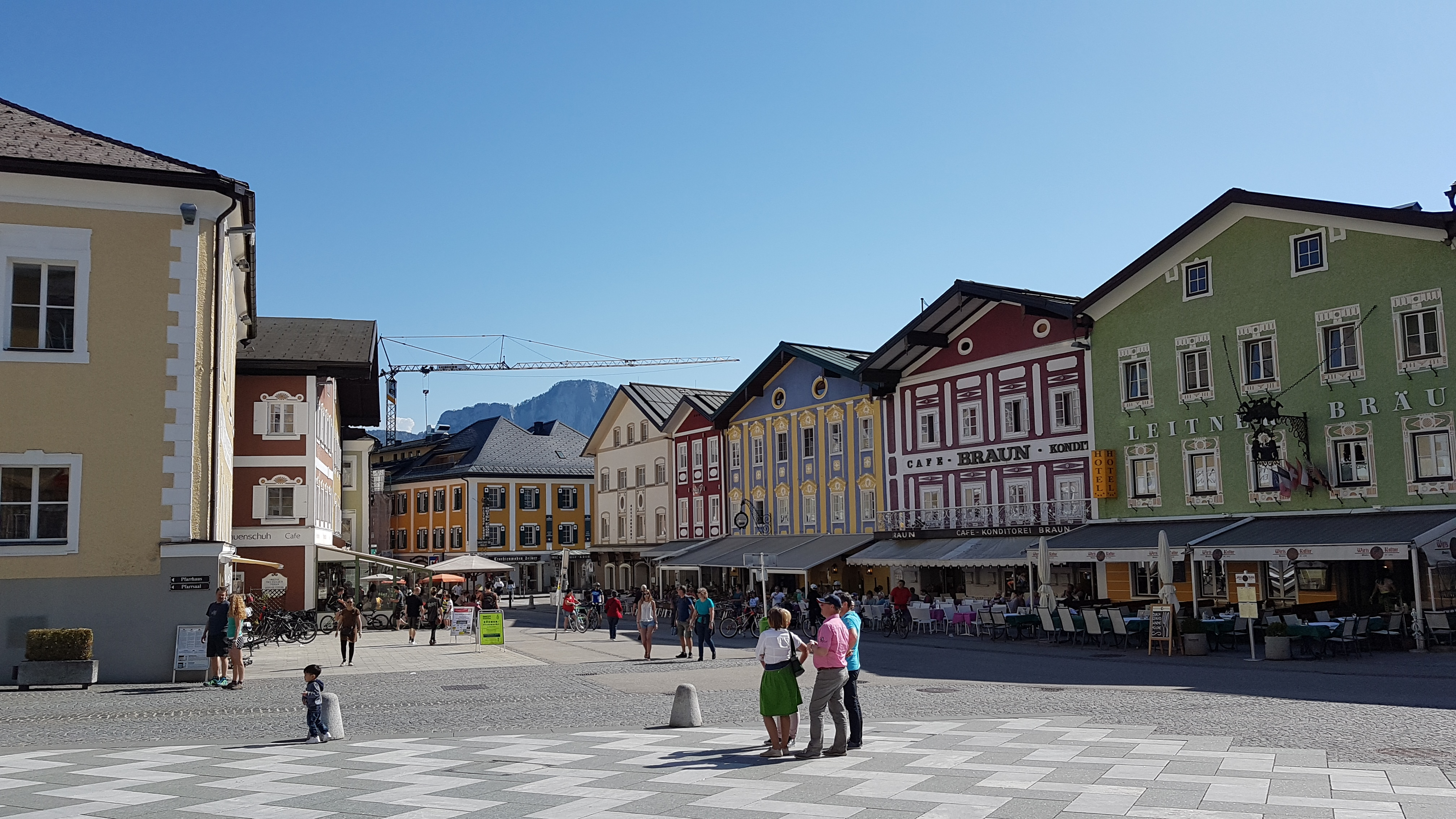
Der Marktplatz von Mondsee

Die Gemeinde ist von fünf Nachbargemeinden umgeben, eine davon liegt im Bezirk Salzburg-Umgebung (SL).
Lage im Bezug zum Ort Mondsee:
|            | Tiefgraben (umgibt den Ort landseitig bis zum Seeufer) |                                                                                                |
|            | Kompassrose, die auf Nachbargemeinden zeigt            |                                                                                                |
| St. Lorenz | Sankt Gilgen (SL) (am Südufer des Sees)                | Innerschwand am Mondsee (am Nordostufer des Sees)Unterach am Attersee (am Südostende des Sees) |

Die drei Nachbargemeinden Innerschwand am Mondsee, St. Lorenz und Tiefgraben haben ein gemeinsames Gemeindeamt im „Rathaus“ am Wredeplatz in Mondsee (ähnlich einer deutschen Verwaltungsgemeinschaft).

### Klima
|                        | Jan  | Feb  | Mär  | Apr  | Mai  | Jun  | Jul  | Aug  | Sep  | Okt  | Nov  | Dez  |   |      |
| Mittl. Temperatur (°C) | −1,3 | −0,6 | 3,4  | 8,2  | 13,5 | 16,3 | 18,3 | 17,7 | 13,6 | 9,1  | 3,6  | 0,1  | ⌀ | 8,5  |
| Mittl. Tagesmax. (°C)  | 2,9  | 4,5  | 8,9  | 14,4 | 19,7 | 22,0 | 24,3 | 23,8 | 19,2 | 14,5 | 7,9  | 3,9  | ⌀ | 13,9 |
| Mittl. Tagesmin. (°C)  | −2,9 | −2,5 | 0,5  | 4,2  | 9,1  | 12,2 | 14,2 | 14,1 | 10,8 | 6,8  | 1,9  | −1,4 | ⌀ | 5,6  |
|                        |      |      |      |      |      |      |      |      |      |      |      |      |   |      |
| Niederschlag (mm)      | 108  | 106  | 139  | 99   | 132  | 164  | 180  | 173  | 134  | 96   | 110  | 125  | Σ | 1566 |
|                        |      |      |      |      |      |      |      |      |      |      |      |      |   |      |
| Luftfeuchtigkeit (%)   | 76,4 | 70,5 | 64,4 | 57,2 | 56,2 | 60,1 | 58,7 | 60,4 | 65,1 | 68,3 | 75,6 | 79,5 | ⌀ | 66   |

| −2,9 |

| −2,5 |

| 0,5 |

| 4,2 |

| 9,1 |

| 12,2 |

| 14,2 |

| 14,1 |

| 10,8 |

| 6,8 |

| 1,9 |

| −1,4 |

| −2,9 |

| −2,5 |

| 0,5 |

| 4,2 |

| 9,1 |

| 12,2 |

| 14,2 |

| 14,1 |

| 10,8 |

| 6,8 |

| 1,9 |

| −1,4 |

## Geschichte

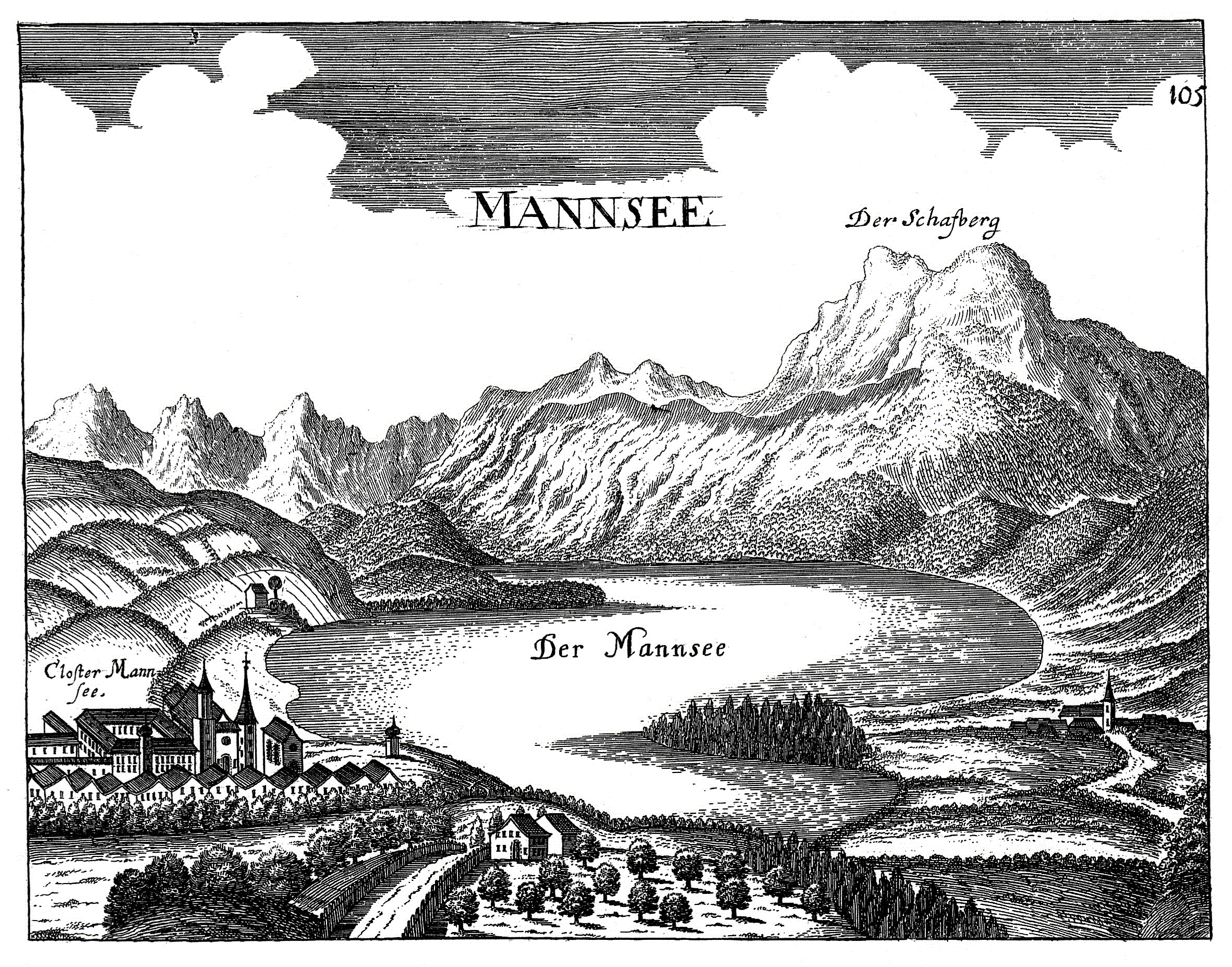
Ansicht des Mondsees (früher Mannsee). Kupferstich von Georg Matthäus Vischer (1674)

Im ufernahen Bereich des Mondsees bei See und Scharfling wurden unter Wasser Reste von Siedlungen gefunden. Man förderte einen reichen Bestand an Zeugnissen jungsteinzeitlicher Töpferei und Werkzeugen aus Stein und Knochen zutage und deutete sie als die Reste einer Pfahlbaukultur. Die Wissenschaft hat dafür nach der Hauptfundstelle am Mondsee den Namen Mondseekultur geprägt. Sie wird annähernd auf 2800 bis 1800 v. Chr. datiert und erstreckt sich über den größten Teil Oberösterreichs und Teile Salzburgs. Neuere Forschungen haben ergeben, dass es sich um ursprüngliche Landsiedlungen handelt, die später durch Anstieg des Seespiegels unter Wasser gesetzt wurden. Das Museum Mondseeland besitzt eine umfangreiche Pfahlbausammlung.
In der Römerzeit bestand hier eine Siedlung, wie Funde beweisen, eine Straße verband sie mit Juvavum, dem römischen Salzburg. Um 600 begannen die Bayern das Mondseerland zu besiedeln und rodeten die Wälder. 748 gründete der Baiernherzog Odilo aus dem Geschlecht der Agilolfinger das Kloster Mondsee. Die Entwicklung wurde von da an sowohl in geistig-kultureller als auch in wirtschaftlicher Hinsicht vom Kloster geprägt.

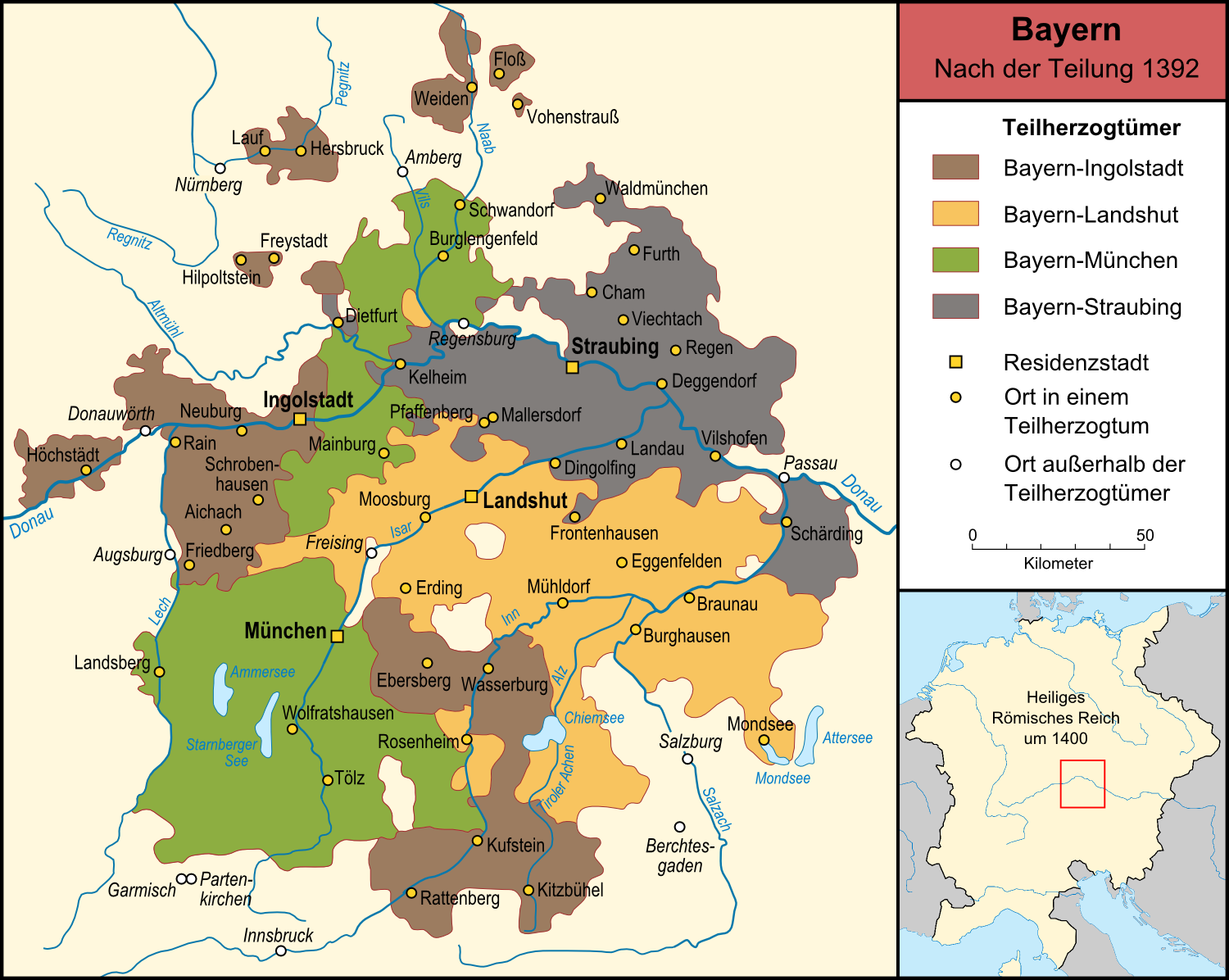
Die vier bayerischen Teilherzogtümer nach der Landesteilung von 1392

Ursprünglich im Ostteil des Herzogtums Bayern liegend, kam der Ort mit dem Mondseeland nach dem Landshuter Erbfolgekrieg 1506 zum Erzherzogtum Österreich. Noch im selben Jahr verpfändete Kaiser Maximilian das Mondseeland an den Erzbischof von Salzburg. Erst nach 60 Jahren wurde die Rückkaufklausel geltend gemacht und somit kam das Mondseeland 1565 zum Land Österreich ob der Enns. Während der Napoleonischen Kriege war der Ort zwischen 1809 und 1816 nochmal Bayern zugeschlagen.
1791 wurde das Kloster unter Kaiser Leopold II. aufgehoben.
In Napoleonischer Zeit kam das Gebiet wieder an Bayern. 1810 erhielt der bayerische Feldmarschall Carl Philipp von Wrede das aufgelassene Kloster Mondsee (neben Suben und Gleink) als Schloss mit eigener Herrschaft. Wrede blieb auch nach der Rückgabe des Gebiets 1816 an Österreich Besitzer und förderte das Gebiet nach Kräften (Straßenbau, Beginn der Erzeugung des Mondseer Käses …).
Seit 1867 gibt es Fremdenverkehr in Mondsee, die erste Dampfschifffahrt begann 1872. 1891 wurde der Ort mit einer Stichstrecke an die Salzkammergutlokalbahn (die 1957 aufgelassen wurde) angeschlossen.
Am 26. März 2025 wurde berichtet, dass die Gemeinden Mondsee und Tiefgraben eine Fusion überlegen.

### Bevölkerungsentwicklung
| Mondsee: Einwohnerzahlen von 1869 bis 2024 | Mondsee: Einwohnerzahlen von 1869 bis 2024 | Mondsee: Einwohnerzahlen von 1869 bis 2024 | Mondsee: Einwohnerzahlen von 1869 bis 2024 | Mondsee: Einwohnerzahlen von 1869 bis 2024 |
| ------------------------------------------ | ------------------------------------------ | ------------------------------------------ | ------------------------------------------ | ------------------------------------------ |
| Jahr                                       |                                            |                                            |                                            | Einwohner                                  |
| 1869                                       | 1869                                       |                                            | 1.240                                      | 1.240                                      |
| 1880                                       | 1880                                       |                                            | 1.341                                      | 1.341                                      |
| 1890                                       | 1890                                       |                                            | 1.590                                      | 1.590                                      |
| 1900                                       | 1900                                       |                                            | 1.523                                      | 1.523                                      |
| 1910                                       | 1910                                       |                                            | 1.497                                      | 1.497                                      |
| 1923                                       | 1923                                       |                                            | 1.555                                      | 1.555                                      |
| 1934                                       | 1934                                       |                                            | 1.612                                      | 1.612                                      |
| 1939                                       | 1939                                       |                                            | 1.739                                      | 1.739                                      |
| 1951                                       | 1951                                       |                                            | 2.523                                      | 2.523                                      |
| 1961                                       | 1961                                       |                                            | 2.050                                      | 2.050                                      |
| 1971                                       | 1971                                       |                                            | 2.150                                      | 2.150                                      |
| 1981                                       | 1981                                       |                                            | 2.138                                      | 2.138                                      |
| 1991                                       | 1991                                       |                                            | 2.600                                      | 2.600                                      |
| 2001                                       | 2001                                       |                                            | 3.205                                      | 3.205                                      |
| 2011                                       | 2011                                       |                                            | 3.312                                      | 3.312                                      |
| 2021                                       | 2021                                       |                                            | 4.037                                      | 4.037                                      |
| 2024                                       | 2024                                       |                                            | 3.981                                      | 3.981                                      |
| Quelle(n): Statistik Austria               |                                            |                                            |                                            |                                            |

## Kultur und Sehenswürdigkeiten

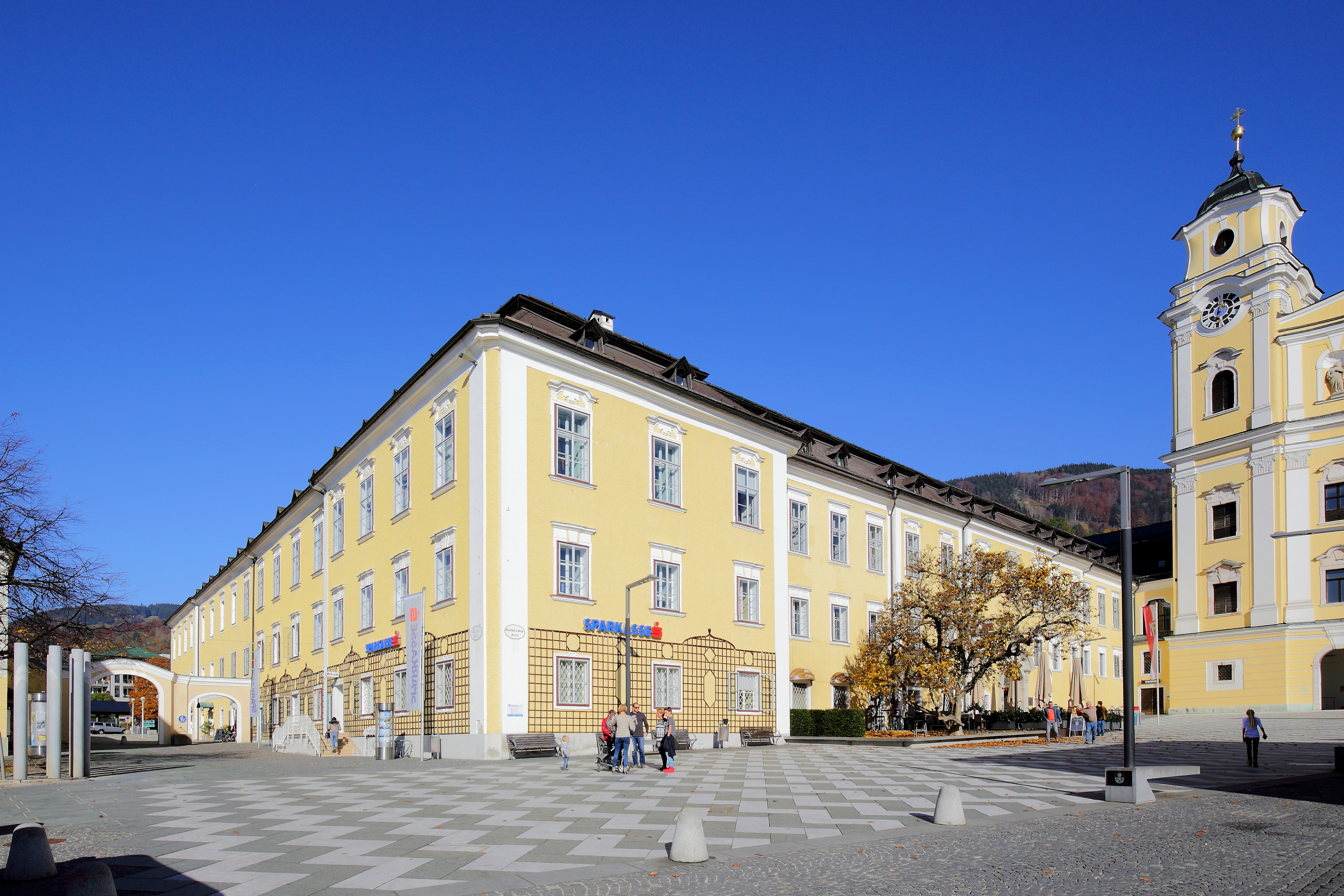
Ehemaliges Kloster Mondsee

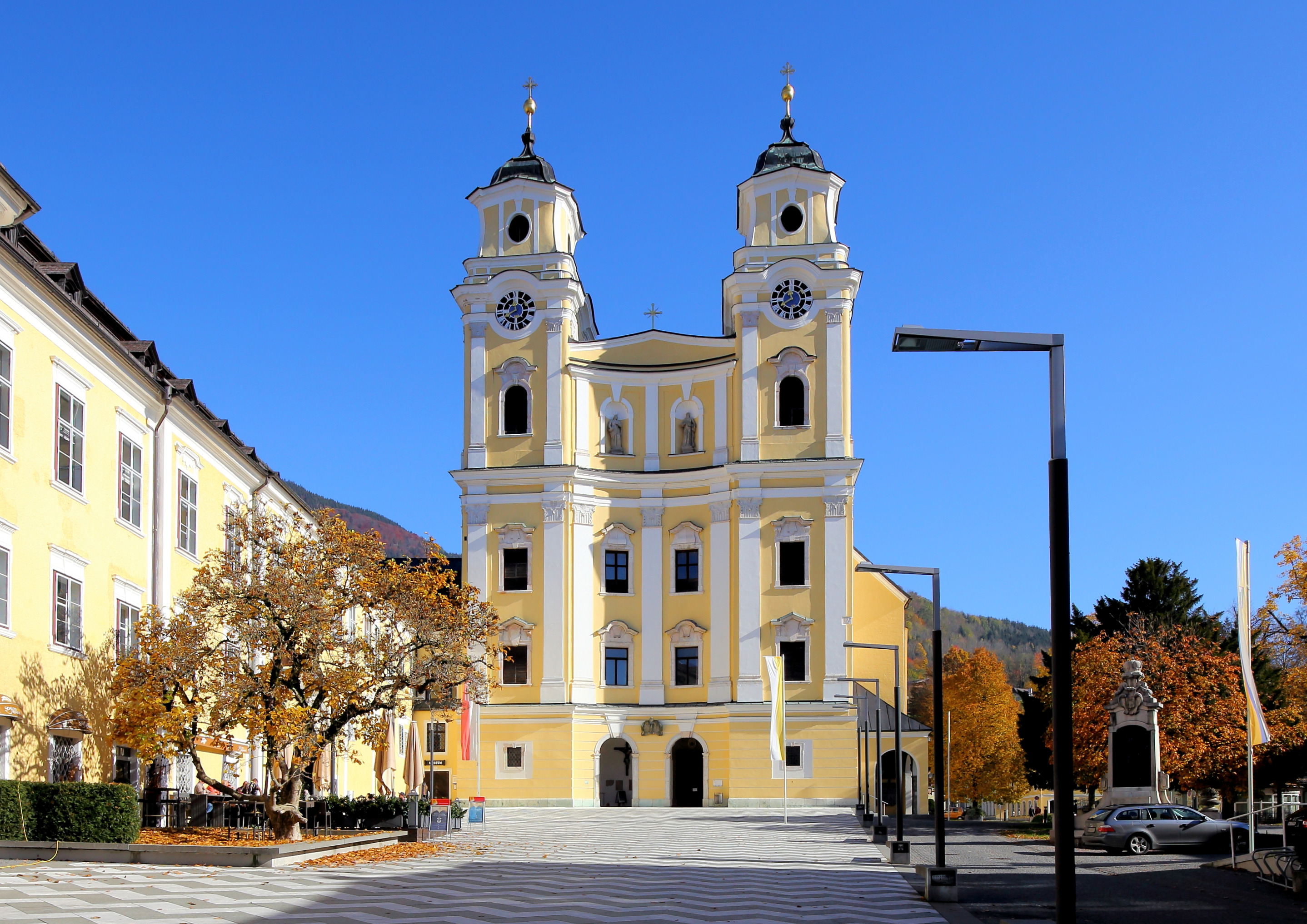
Basilika Mondsee

- Schloss Mondsee: Das Kloster wurde im Jahre 748 vom bayrischen Herzog Odilo gegründet und gewann vor allem durch die vielen Besitzungen und Ländereien rasch an Bedeutung. Der Sage nach war Herzog Odilo in der Nacht auf einem Berg am Mondseeufer auf der Jagd. Als der Mond hinter den Wolken hervor trat und den Weg erhellte, wurde der Herzog vor einem Absturz in den See bewahrt. Als Dank für diese Rettung ließ er am Mondsee ein Kloster errichten. Nach der Klostertradition kamen die ersten Mönche aus Montecassino. Die Wissenschaft nennt altbayrische Klöster und vor allem St. Peter in Salzburg als Herkunftsort. Schon bald nach seiner Gründung zählte Mondsee zu den hervorragenden Klöstern Bayerns. Das Kloster war berühmt für seine Schreibschule und Buchmalerei. Bereits vor 788 war hier der sogenannte Tassilopsalter entstanden. Er stellt das älteste vollständig erhaltene Buch dar, das auf dem Gebiet des heutigen Österreich geschrieben wurde. Kurz nach 800 entstand hier der sogenannte Mondseer Matthäus, die älteste deutsche Bibelübersetzung. Von 831 bis 1106 war Mondsee Besitz der Regensburger Bischöfe. Das vorbenediktinische Stift stieg bald zu einem der mächtigsten bayrischen Klöster auf. Als in späterer Folge Odilos Sohn Tassilo III. im Jahre 777 das Kloster Kremsmünster gründete, berief er Mönche aus der Mondseer Stiftung seines Vaters, um die Region zu missionieren. Nachdem Tassilo und somit die Agilolfinger gestürzt worden waren, erhielt das Kloster Mondsee den Rang einer karolingischen Reichsabtei und nahm 800 n. Chr. die Benediktinerregel an. Besonders wertvoll für diese Region ist der so genannte Mondseer Traditionskodex, welcher eine Sammlung von wichtigen Urkunden und Handschriften zur Geschichte Ostbayerns, Salzburgs und Oberösterreichs darstellt. Diese Schriftstücke umfassen rund 135 Urkundenabschriften und reichen bis in die Mitte des achten Jahrhunderts n. Chr. zurück. Als im Jahre 1791 das Kloster Mondsee aufgelassen wurde, wurden sämtliche Archivstücke an die Registratur des Landes ob der Enns in Linz abgeliefert, wo sie in den darauf folgenden Jahren in Vergessenheit gerieten. Das Kloster Mondsee wird seit der Säkularisation „Schloss Mondsee“ genannt. Der Salzburger Fürsterzbischof Leonhard von Keutschach bestätigte, nachdem das Mondseeland 1506 pfandweise an das Fürsterzbistum gekommen war, am 4. April 1515 u. a. das „schon vorher geführte“ Marktwappen. Am 27. März 1567 stellte Kaiser Maximilian II. über Bitte der Mondseer Bürgerschaft dem Markt einen Wappenbrief aus; das Original ist nicht mehr vorhanden, der Text im Konzept dazu erhalten. Die Wappenbeschreibung in den beiden Urkunden stimmt mit der Darstellung auf den alten Siegeln überein. Der älteste bekannte Abdruck mit der Frakturumschrift Sigillum mannsee findet sich auf einer Quittung vom 2. September 1525. Das dem Markt verliehene Wappen zeigt in Blau über einem „wühlenden“ (wellig-bewegten) See in natürlicher (blau-grüner) Farbe eine goldene, gestürzte Mondsichel, rechts und links begleitet von je einem goldenen, sechsstrahligen Stern; dieses Wappen wurde noch auf einem Aktenstück vom 20. Dezember 1749 nachweisbar im Siegel verwendet. Nach der Aufhebung des Untertanenverhältnisses (1848) übernahm der Markt das „zweite“, zu Beginn des 17. Jahrhunderts aufgekommene Klosterwappen und hält bis heute an dieser Darstellung fest. Die Gemeindefarben werden nach altem Herkommen ohne nachweisbare Genehmigung geführt.

- Basilika Mondsee: Die Basilika und Pfarrkirche Hl. Michael ist die ehemalige Stiftskirche des Klosters. Sie wurde als dreischiffiger gotischer Bau errichtet und im dritten Viertel des 18. Jahrhunderts barock umgebaut. Die prunkvolle Ausstattung entwarf der Maler und Bildhauer Meinrad Guggenbichler (1649–1723). 2005 erhielt die Kirche den Titel einer päpstlichen Basilica minor.

- Felsritzbild am Fuße der Drachenwand: Felsbilderforscher Wolfgang Kauer dokumentiert in seinen Sachbüchern Kult- und Schalensteine und Felsbilder der Alpen ein schamanistisches Felsritzbild zu Füßen der Drachenwand als Darstellung des ältesten Siedlungstypus` in Gestalt eines mit Fellen verhängten Felsüberhangs mit Bärentatzen.[3]

- Pestgrab von 1649[4]

### Museen
- Heimatmuseum mit Pfahlbaumuseum

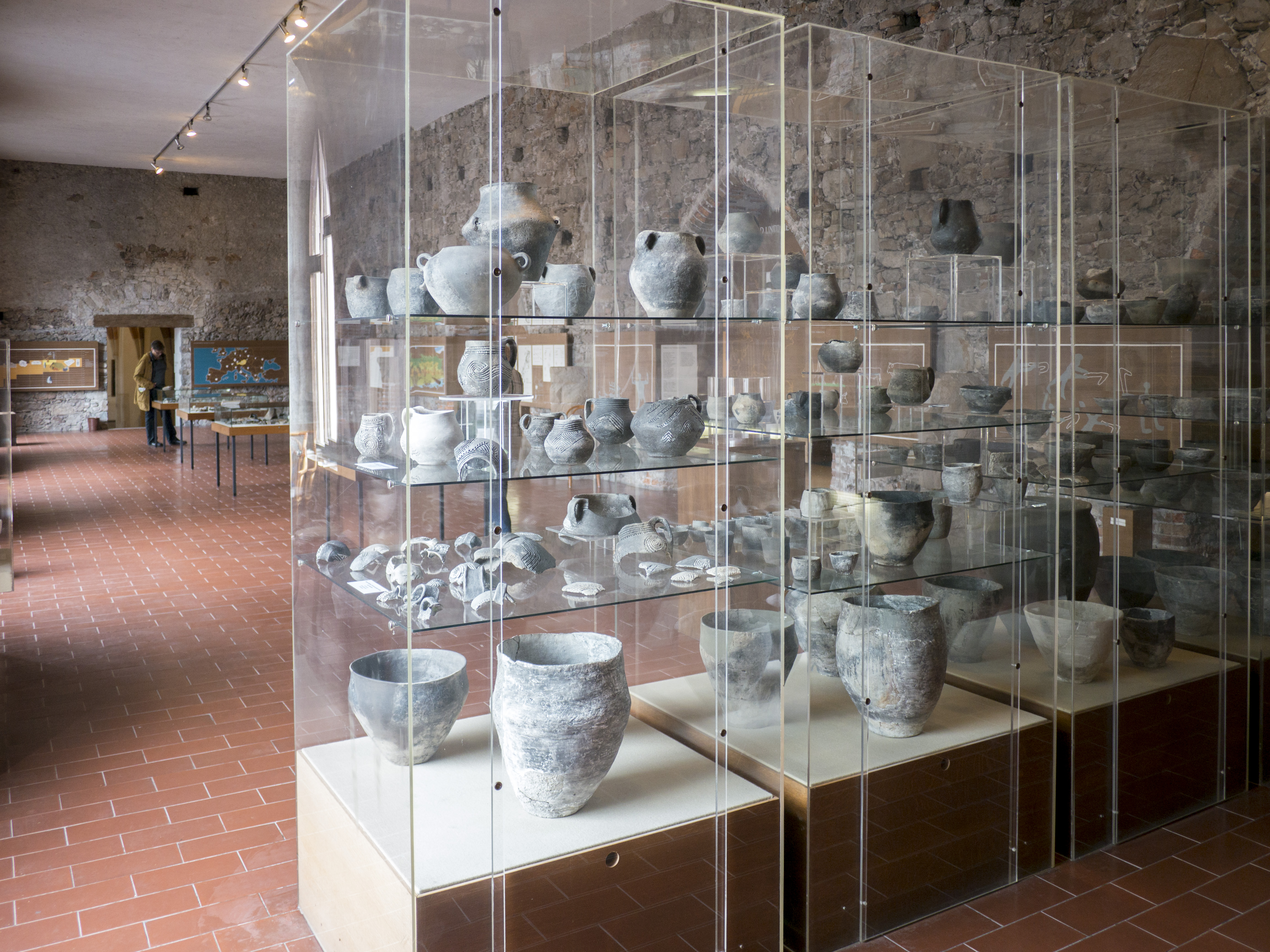
Pfahlbaumuseum Mondsee

- Bauernmuseum Mondseeland: Freilichtmuseum mit dem Mondseer Rauchhaus
- Salzkammergutlokalbahn-Museum
- Galerie Schloss Mondsee

### Regelmäßige Veranstaltungen
- Musiktage Mondsee: Die klassische Konzertwoche der Mondseer Musiktage findet jährlich Ende August statt (siehe Weblinks)
- Junge Bühne Mondsee: (Laientheatergruppe seit 1992) – jährliche Aufführungen, meist im Jänner
- Seefest Mondsee: Das Seefest Mondsee, ein Fest mit Livemusik, findet jährlich Anfang August an der Seepromenade in Mondsee statt.

- Musiktage Mondsee
- Mundwerk. Literatur im Mondseeland[5]
- Mondseer Lyrikpreis
- Mondsee Land Art[6]
- Vier-Seen-Kultur[7]
- Flohmarkt der Rotkreuz Ortstelle Mondsee: Findet alljährlich im Frühjahr statt
- Kultur- und Veranstaltungszentrum mit Kreuzgang und Kreuzhof im Schloss Mondsee

- Im Jahr 2024 war Mondsee Gastgeber des 21. Europaschützenfestes, einer Veranstaltung der Europäischen Gemeinschaft Historischer Schützen.[8]

## Wirtschaft und Infrastruktur

### Ansässige Unternehmen
- BWT AG, Wassertechnologieunternehmen
- Hörmann Austria GmbH, Garagentorhersteller

### Wissenschaftliche Institutionen
In Mondsee befindet sich das Forschungsinstitut für Limnologie (ILIM), ein limnologisches Institut der Universität Innsbruck. Das übergeordnete Forschungsziel ist, die Struktur, Funktion und Dynamik der Süßwasser-Ökosysteme zu verstehen. Das Institut widmet sich vor allem der Grundlagenforschung, aber auch Fragen der angewandten Limnologie.

### Vereine
- Bürgermusikkapelle Mondsee
- Sängerbund
- Goldhaubenfrauen
- Spielgemeinschaft Mondseer Jedermann in Dialekt

### Tourismus und Sport
Die Tourist-Information befindet sich im ehemaligen Bürgerspital.
- Mondsee 5 Seen Radmarathon: Die Gemeinde Mondsee ist Start und Ziel des jährlich stattfindenden Mondsee 5 Seen Radmarathon,[10] einer Radsportveranstaltung, die durch das Salzkammergut führt.

- ALOHA TRI Mondseeland: Die Seepromenade der Gemeinde Mondsee ist Start und Ziel des jährlich stattfindenden ALOHA TRI Mondseeland,[11] einer Triathlonveranstaltung über die Mitteldistanz (1,9 Kilometer Schwimmen – 92 Kilometer Radfahren – 21,1 Kilometer Laufen) und Sprintdistanz (750 Meter Schwimmen – 23 Kilometer Radfahren – 5 Kilometer Laufen).

- Kulturwanderweg
- Mondseeschifffahrt
- Alpenseebad Mondsee
- Seepromenade – Almeida Park
- Wasserskishow
- Seefest Mondsee (siehe #Regelmäßige Veranstaltungen)

## Politik

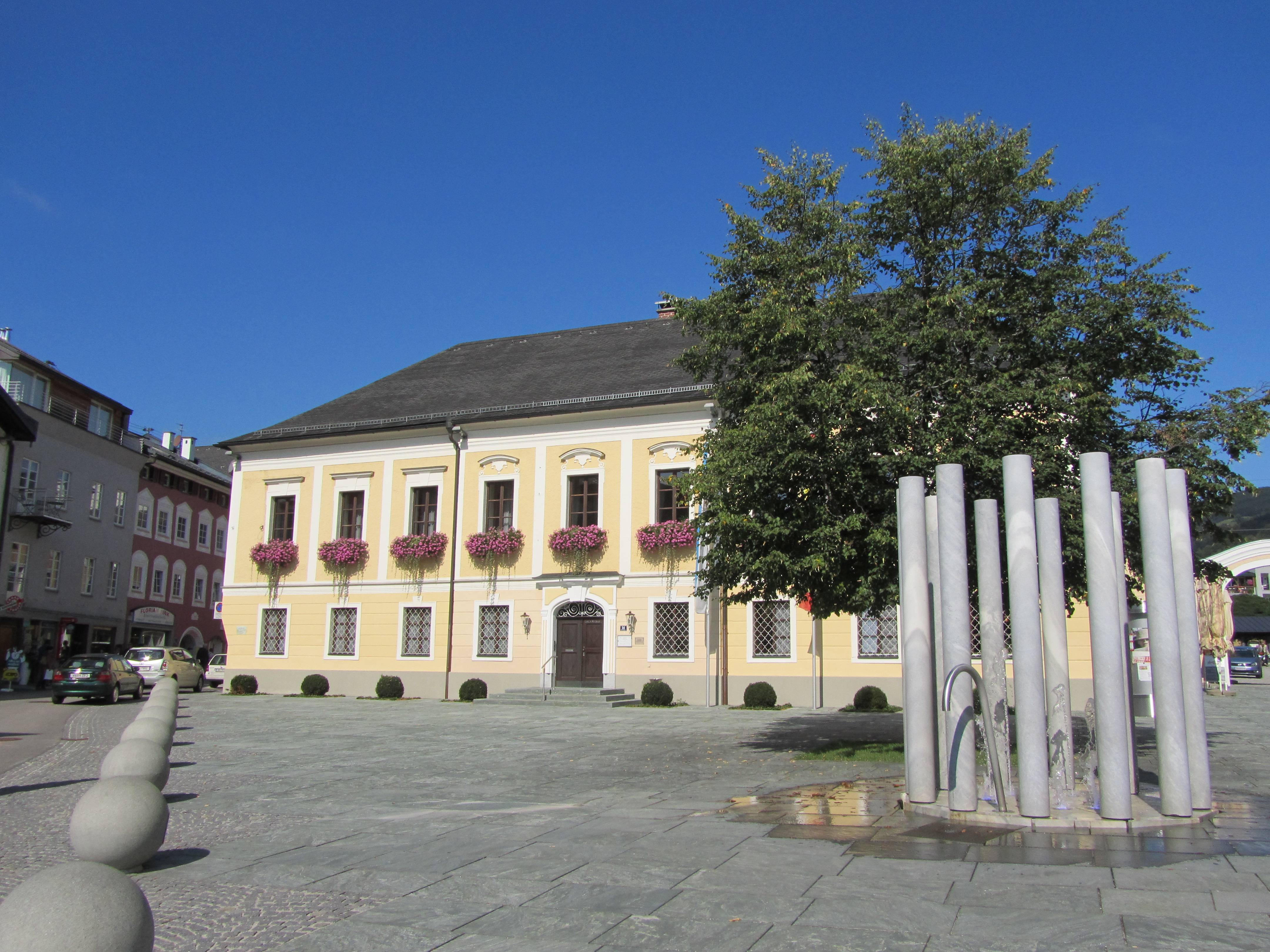
Marktgemeindeamt

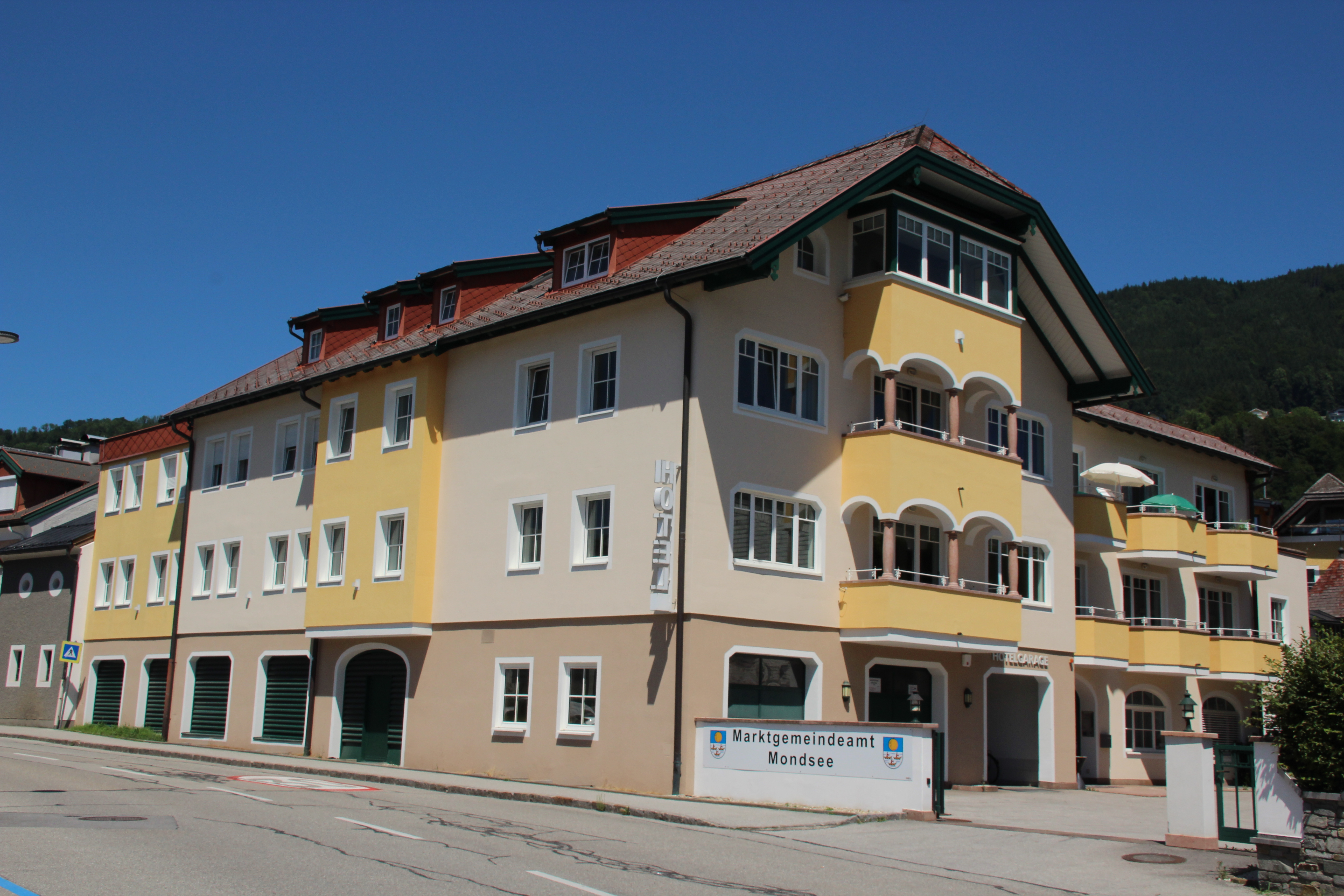
Marktgemeindeamt (2023 wegen Sanierung des Amtshauses temporär im ehemaligen Hotel Leitnerbräu)

### Gemeinderat
Der Gemeinderat hat 25 Mitglieder.
- Mit den Gemeinderats- und Bürgermeisterwahlen in Oberösterreich 2003 hatte der Gemeinderat folgende Verteilung:
- Mit den Gemeinderats- und Bürgermeisterwahlen in Oberösterreich 2009 hatte der Gemeinderat folgende Verteilung:
- Mit den Gemeinderats- und Bürgermeisterwahlen in Oberösterreich 2015 hatte der Gemeinderat folgende Verteilung: 11 ÖVP, 4 FPÖ, 4 GRÜNE, 4 PULMO und 2 SPÖ.
- Mit den Gemeinderats- und Bürgermeisterwahlen in Oberösterreich 2021 hat der Gemeinderat folgende Verteilung: 12 ÖVP, 4 GRÜNE, 3 FPÖ, 3 PULMO, 2 NEOS und 1 SPÖ.[12]

### Bürgermeister
- 1991–2009 Otto Mierl (ÖVP)[13]
- 2009–2019 Karl Feurhuber (ÖVP)[14]
- seit 2019 Josef Wendtner (ÖVP)[15]

### Wappen
Blasonierung:
„Geteilt; oben in Blau ein goldener, sichelförmig gesichteter Vollmond; unten in Silber drei goldene, zwei zu eins gestellte Einbäume mit schwarzen, schrägrechten Brandstreifen, linkshin gerudert von je einem rot gekleideten, stehenden Fischer mit schwarzem Filzhut.“
Die Gemeindefarben sind: Blau-Weiß

### Gemeindepartnerschaften
- seit 1999 Saint-Jean-d’Angély, Département Charente-Maritime, Frankreich

## Persönlichkeiten

### Söhne und Töchter der Gemeinde
- Hans Bocksberger der Ältere (um 1510–1561), bekannter Salzburger Maler der Hochrenaissance
- Alexander Strähuber (1814–1882), deutscher Historienmaler (Lehrer von Wilhelm Leibl)
- Leo von Moos (1872–1943), Bildhauer
- Frida Strindberg (1872–1943), Schriftstellerin, Literaturkritikerin, Kabarettgründerin, Übersetzerin und Drehbuchautorin
- Friedrich Kreutzberger (1880–1949), Unternehmer, Bürgermeister und Nationalrat
- Cornelius Schwanner (1884–1947), Kommandoführer von zwei Außenlagern des KZ Flossenbürg
- Georg Meindl (1899–1945), Unternehmer sowie Wehrwirtschafts- und SS-Führer, geboren in Mondsee
- Max Dasch (1903–1977), Journalist
- Ray (Raimund) Wersching (* 1950), Super-Bowl-XVI-Gewinner im amerikanischen Football
- Helmuth Hickmann (* 1953), Künstler, Kurator 1Blick. Kunst im Vorhaus und Professor
- Gernot Wisser SJ (* 1956), Jesuit
- Christian Lettner (* 1974), Schlagzeuger
- Henrike Brandstötter (* 1975), Abgeordnete zum Nationalrat
- Hanneliese Kreißl-Wurth (* 1948), Schlagerkomponistin und -texterin
- Heinar Brandstötter (* 1984), Sportler, Vizeweltmeister im Snowkiten

### Personen mit Bezug zur Gemeinde
- Wolfgang Abel (1905–1997), österreichischer Anthropologe und Rassenbiologe
- Bruno Reiffenstein (1868–1951), Fotograf und Verleger
- Leo Reiffenstein (1856–1924), Genre- und Landschaftsmaler
- Max Wallner (1891–1951), Operettenlibrettist und Drehbuchautor